# Hoffmannia psychotriifolia
Hoffmannia psychotriifolia là một loài thực vật có hoa trong họ Thiến thảo. Loài này được (Benth.) Griseb. mô tả khoa học đầu tiên năm 1861.